# Ligré
Ligré és un municipi francès, situat al departament de l'Indre i Loira i a la regió de Centre – Vall del Loira. L'any 2007 tenia 1.027 habitants.

## Demografia

### Població
El 2007 la població de fet de Ligré era de 1.027 persones. Hi havia 438 famílies, de les quals 108 eren unipersonals (52 homes vivint sols i 56 dones vivint soles), 175 parelles sense fills, 131 parelles amb fills i 24 famílies monoparentals amb fills.
La població ha evolucionat segons el següent gràfic:
Habitants censats

### Habitatges
El 2007 hi havia 529 habitatges, 434 eren l'habitatge principal de la família, 63 eren segones residències i 32 estaven desocupats. 522 eren cases i 3 eren apartaments. Dels 434 habitatges principals, 357 estaven ocupats pels seus propietaris, 66 estaven llogats i ocupats pels llogaters i 10 estaven cedits a títol gratuït; 2 tenien una cambra, 26 en tenien dues, 59 en tenien tres, 139 en tenien quatre i 208 en tenien cinc o més. 388 habitatges disposaven pel capbaix d'una plaça de pàrquing. A 144 habitatges hi havia un automòbil i a 257 n'hi havia dos o més.

### Piràmide de població
La piràmide de població per edats i sexe el 2009 era:
| Homes | Edats   | Dones |
| ----- | ------- | ----- |
| 0     | 95 o +  | 0     |
| 0     | 90 a 94 | 0     |
| 4     | 85 a 89 | 0     |
| 0     | 80 a 84 | 16    |
| 16    | 75 a 79 | 8     |
| 16    | 70 a 74 | 36    |
| 32    | 65 a 69 | 24    |
| 20    | 60 a 64 | 28    |
| 20    | 55 a 59 | 28    |
| 48    | 50 a 54 | 64    |
| 52    | 45 a 49 | 16    |
| 60    | 40 a 44 | 40    |
| 36    | 35 a 39 | 52    |
| 24    | 30 a 34 | 16    |
| 16    | 25 a 29 | 24    |
| 16    | 20 a 24 | 12    |
| 20    | 15 a 19 | 72    |
| 32    | 10 a 14 | 36    |
| 28    | 5 a 9   | 32    |
| 32    | 0 a 4   | 8     |

## Economia
El 2007 la població en edat de treballar era de 687 persones, 490 eren actives i 197 eren inactives. De les 490 persones actives 464 estaven ocupades (251 homes i 213 dones) i 26 estaven aturades (6 homes i 20 dones). De les 197 persones inactives 93 estaven jubilades, 50 estaven estudiant i 54 estaven classificades com a «altres inactius».

### Ingressos
El 2009 a Ligré hi havia 451 unitats fiscals que integraven 1.102 persones, la mediana anual d'ingressos fiscals per persona era de 18.405 €.

### Activitats econòmiques
Dels 29 establiments que hi havia el 2007, 7 eren d'empreses de construcció, 3 d'empreses de comerç i reparació d'automòbils, 1 d'una empresa de transport, 3 d'empreses d'hostatgeria i restauració, 1 d'una empresa financera, 8 d'empreses de serveis, 3 d'entitats de l'administració pública i 3 d'empreses classificades com a «altres activitats de serveis».
Dels 7 establiments de servei als particulars que hi havia el 2009, 3 eren paletes, 1 guixaire pintor, 1 fusteria, 1 lampisteria i 1 perruqueria.
L'any 2000 a Ligré hi havia 49 explotacions agrícoles que ocupaven un total de 1.872 hectàrees.

## Equipaments sanitaris i escolars
El 2009 hi havia una escola elemental.

## Poblacions més properes
El següent diagrama mostra les poblacions més properes.